# Гелдроп
Гелдроп (нід. Geldrop) — місто в нідерландській провінції Північний Брабант. Входить до муніципалітету Гелдроп-Мірло.
Його площа становить 13,36 км², а населення станом на 2023 рік складало 29 245 осіб.
До 2004 року мало статус окремого муніципалітету.

## Галерея

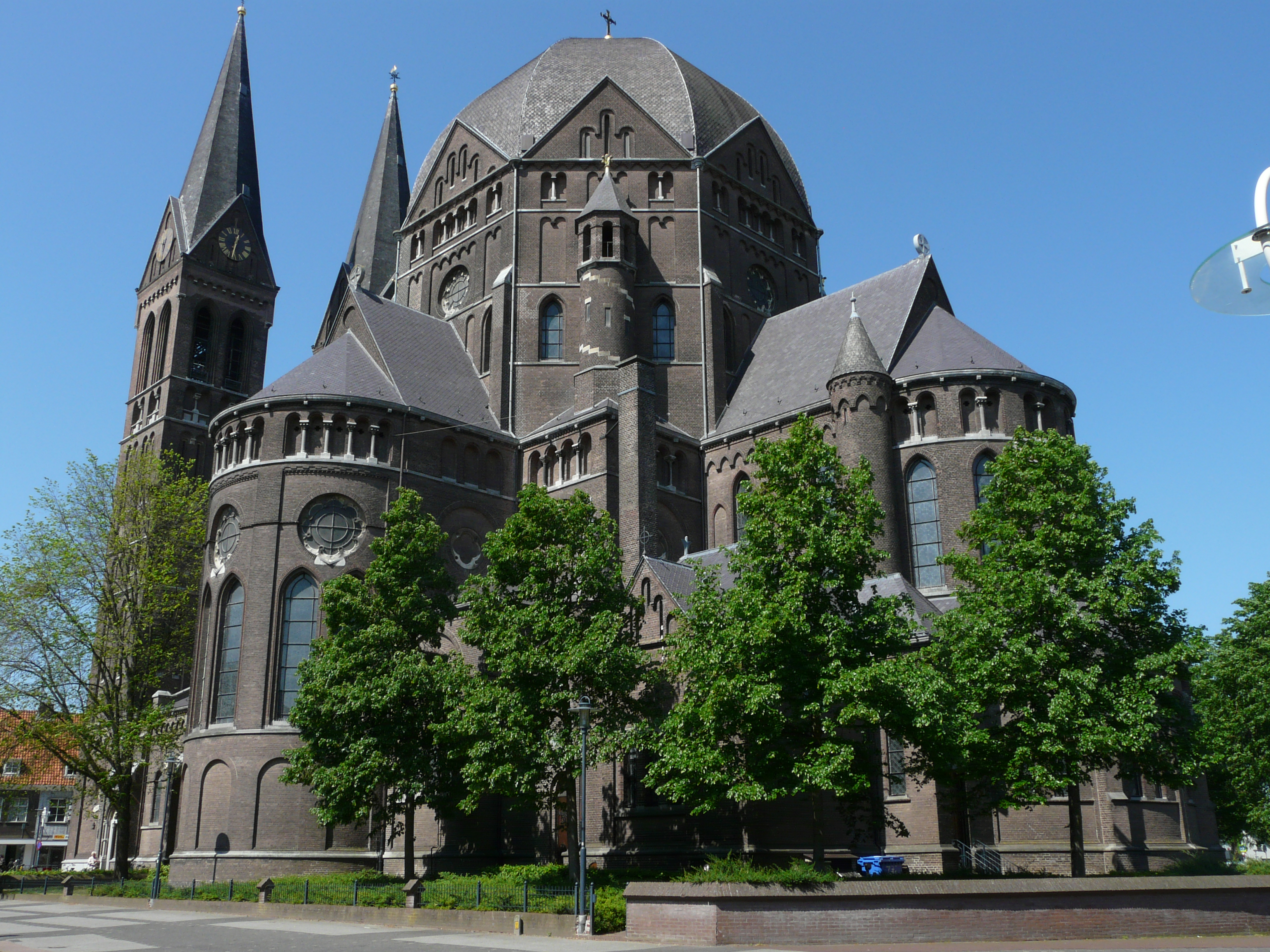
Церква св. Бріджиди
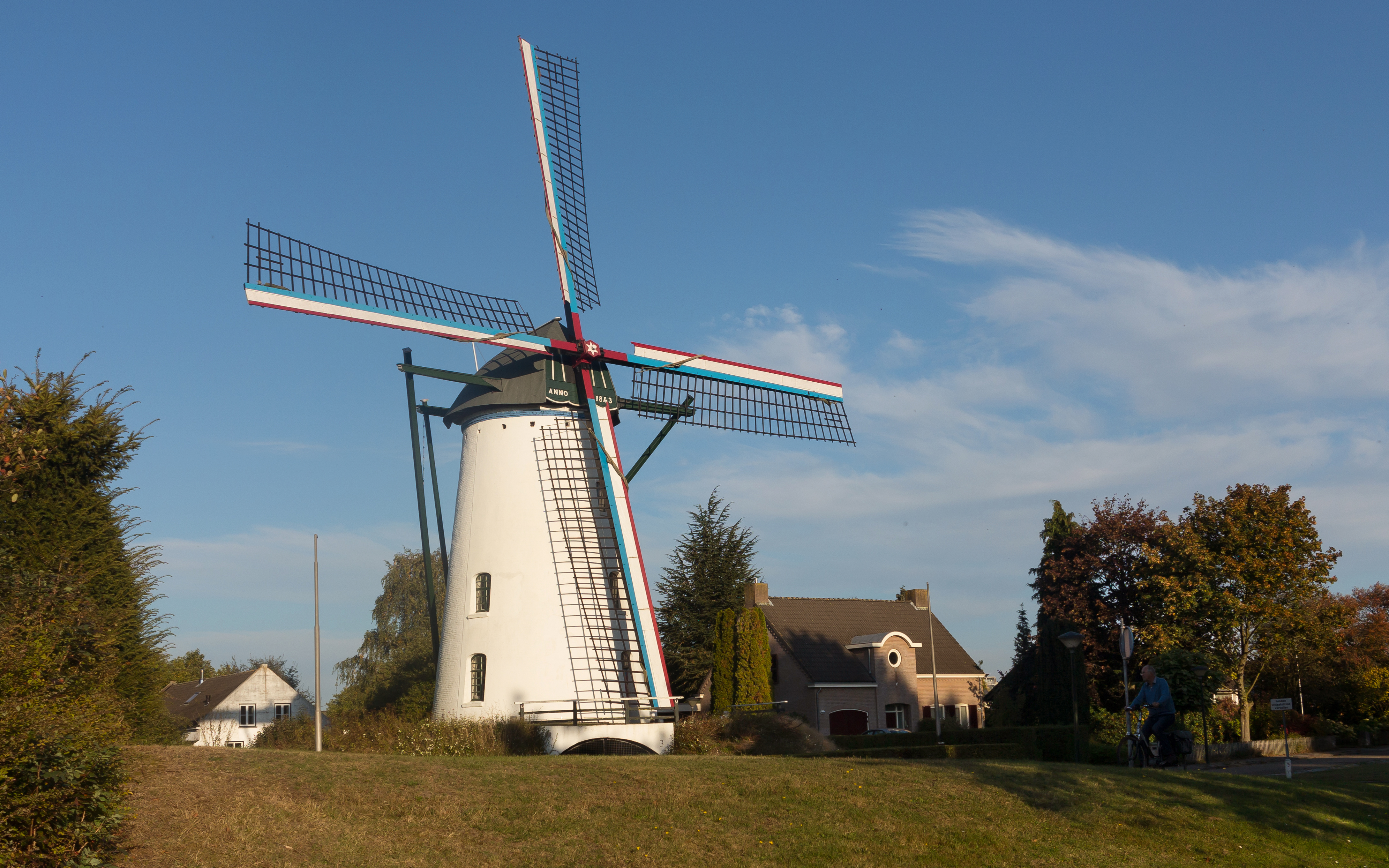
Вітряк 't Nupke
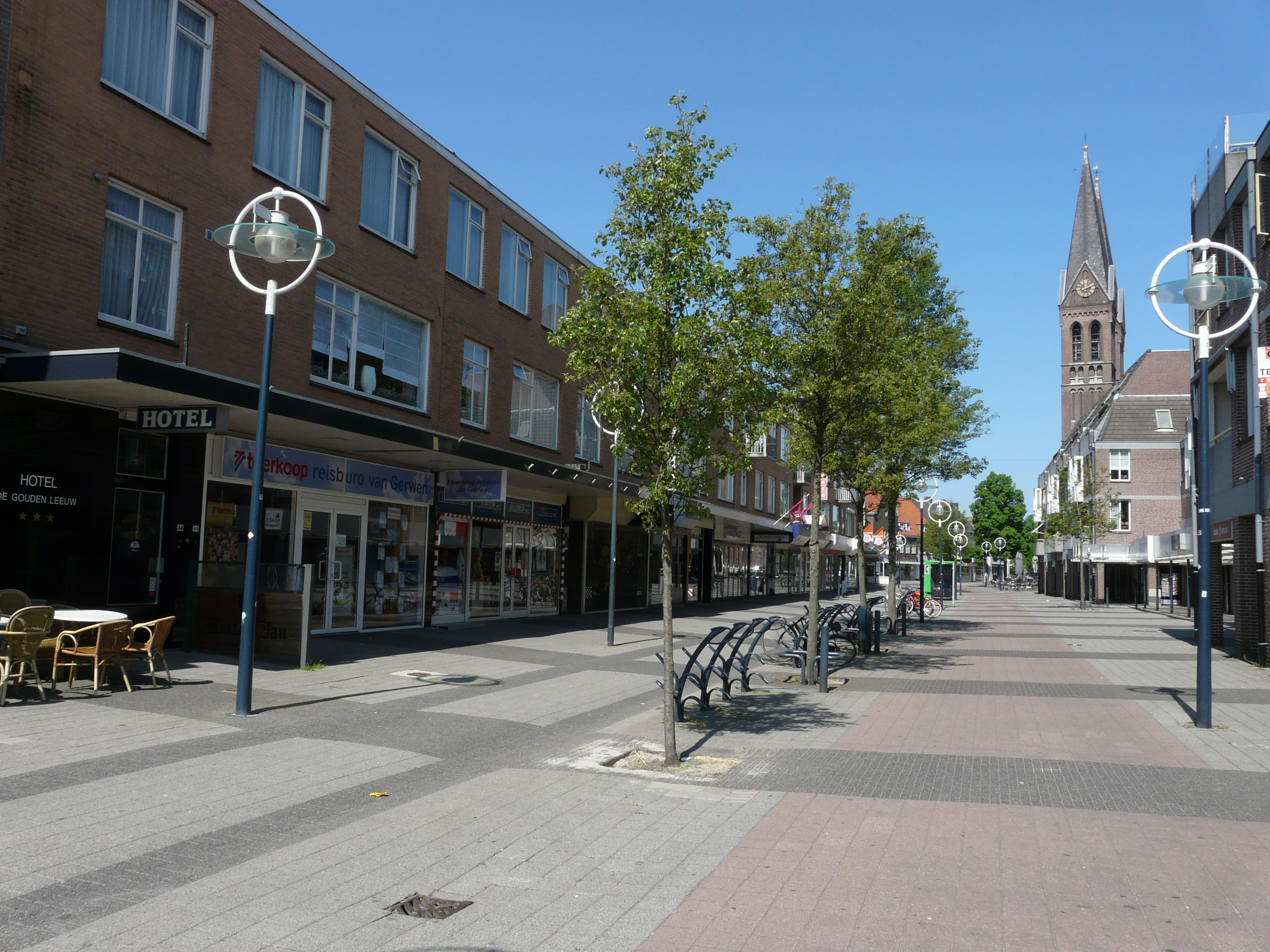
Центр міста
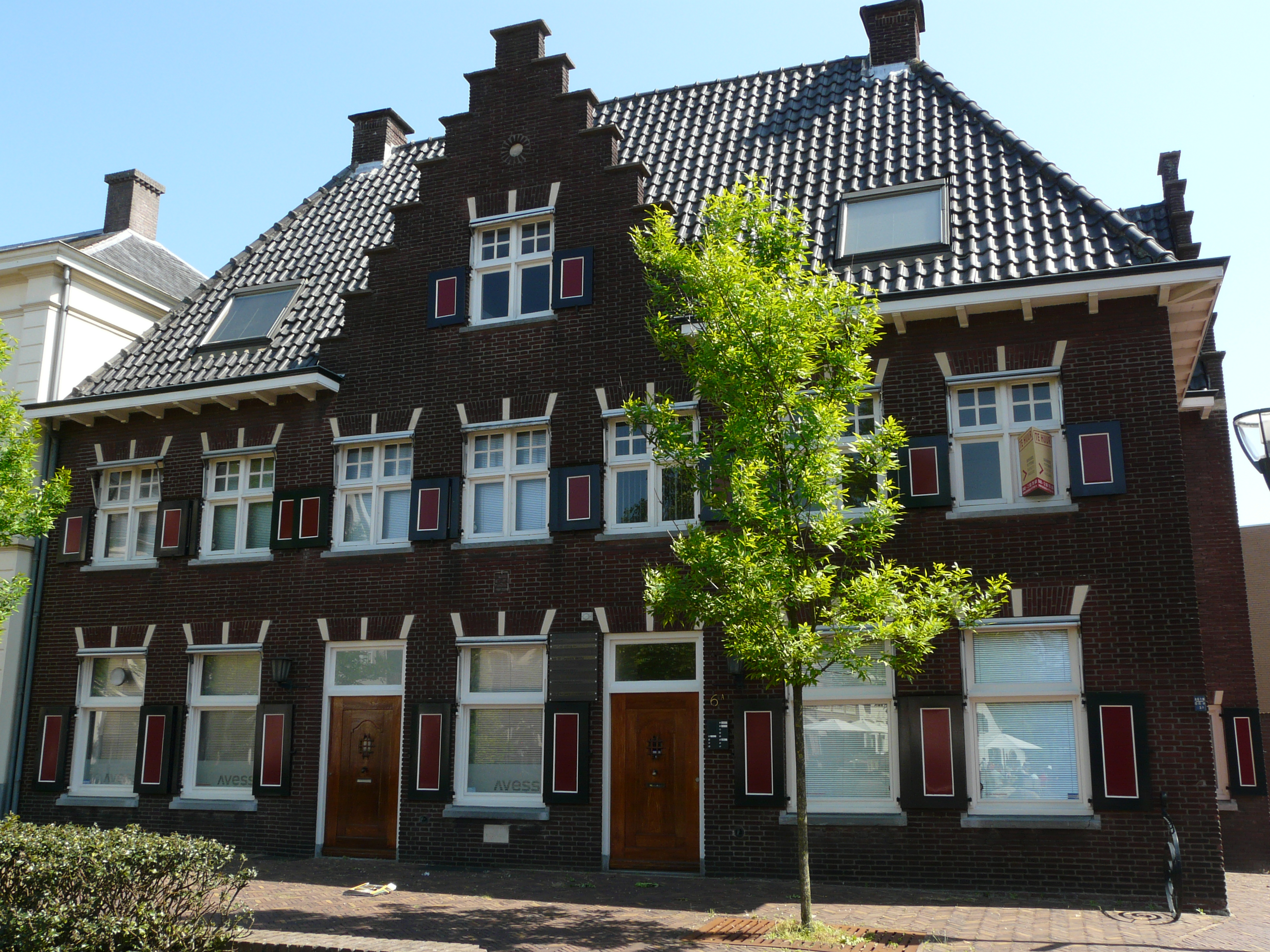
Будівля у місті
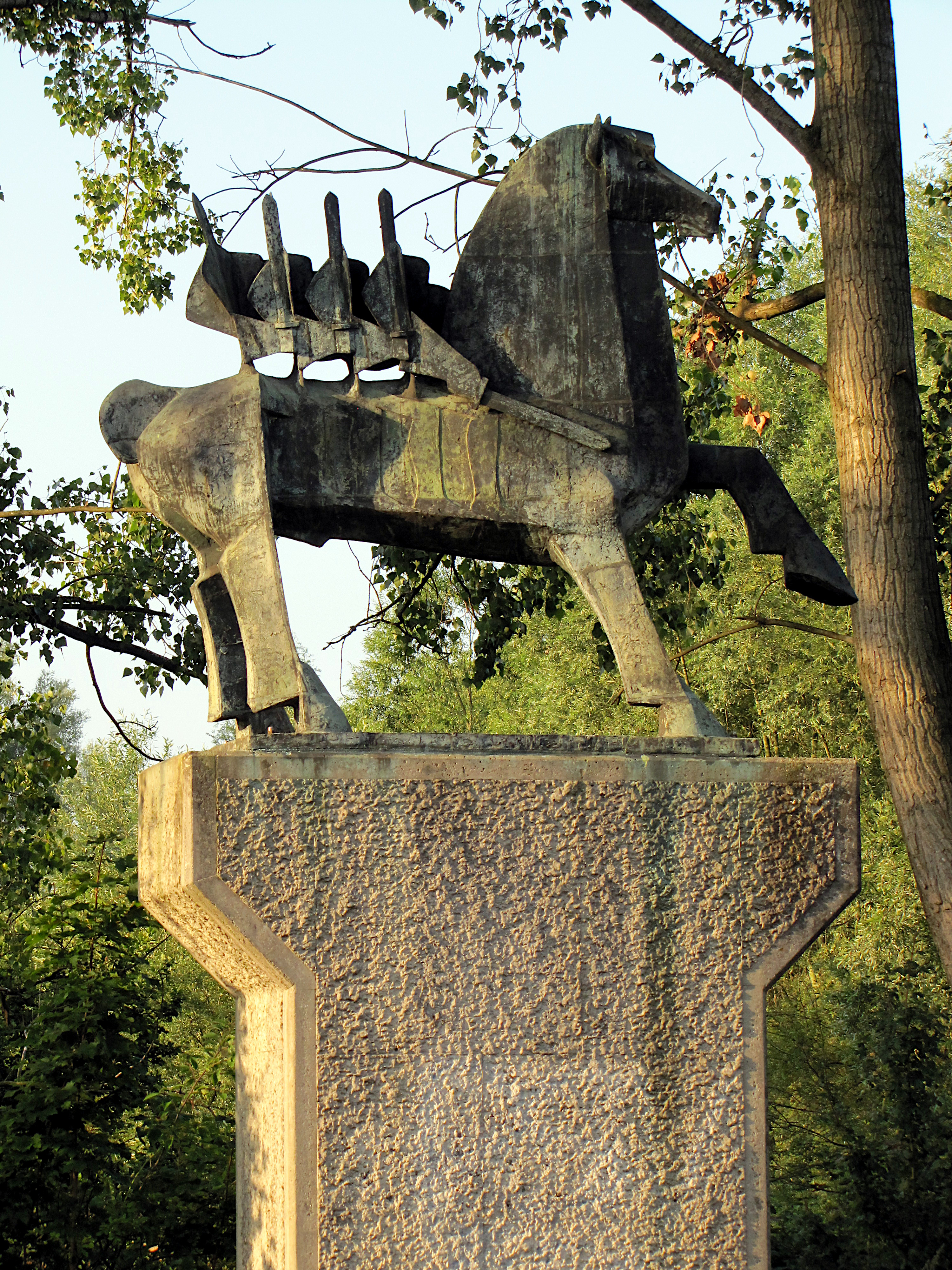
Статуя в Гелдропі